# Pablo Calatayud
Pablo Calatayud (11 de marzo de 1889 - 1 de septiembre de 1979) fue un abogado, profesor universitario y político argentino, que se desempeñó como ministro de Obras Públicas de José Félix Uriburu; previamente había sido designado, también por Uriburu, interventor federal en la provincia de Catamarca.

## Trayectoria política

### Interventor federal en Catamarca
Tras el golpe de Estado del 6 de septiembre de 1930, en el que el gobierno constitucional de Hipólito Yrigoyen fue derrocado, José Félix Uriburu ocupó la presidencia, acompañado por Enrique Santamarina en la vicepresidencia; ambos juraron el 8 de ese mismo mes. En la provincia de Catamarca, el gobernador Urbano Girardi fue desplazado del cargo por el teniente coronel Arturo Charro, quien reorganizó el gabinete y declaró caduco al poder legislativo provincial. El 29 de septiembre, Pablo Calatayud arribó a la provincia y, al día siguiente, se hizo cargo del gobierno en condición de interventor federal, integrando su gabinete con personas de su confianza, ninguno de los cuales era catamarqueño. Desde este puesto le solicitó al intendente de la ciudad de San Fernando del Valle de Catamarca que se le cambiase el nombre a la actual calle República por el de 6 de septiembre; sin embargo, el hecho no se consumó ya que el pueblo no apoyó la medida.

### Ministro de Obras Públicas

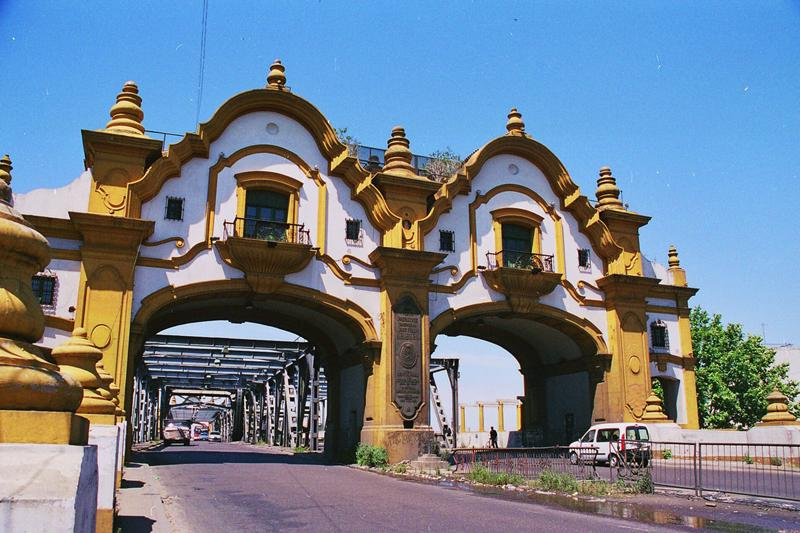
Desde el ministerio de Obras Públicas, Calatayud impulsó la construcción del Nuevo Puente Alsina, una obra monumental y de estilo neocolonial.

El 16 de abril de 1931, tras el fracaso eleccionario en la provincia de Buenos Aires, el ministro del Interior, Matías Sánchez Sorondo, se vio obligado a renunciar; además, el hecho derivó en la dimisión de otros cuatro ministros (a saber, E. E. Padilla, E. S. Pérez, H. Beccar Varela y A. Renard). Ante esta situación, el ministro de Obras Públicas, Octavio S. Pico, pasó a la cartera de Interior; de esta forma, Uriburu convocó a Calatayud para ocupar el cargo que Pico había dejado vacante. Para esa época, Calatayud se desempeñaba como gerente de Firestone en el país, al igual que Beccar Varela. La designación de Calatayud, como también la de David Arias en Agricultura, parecía favorecer los intereses petroleros estadounidenses en el país. De hecho, ambos habían prometido la derogación del decreto de reserva de 1924, con el objetivo de permitir la consolidación de las empresas petroleras en el país, principalmente la de Standard Oil en la provincia de Salta; sin embargo, el decreto sólo fue suavizado, pero nunca derogado.
El 10 de diciembre de 1931, Calatayud regresaba en el Ferrocarril Central Argentino de una gira por las provincias del norte del país. Alrededor de las once de la mañana, el ferrocarril se detuvo en la ciudad de Santa Fe, donde el ministro fue recibido por el interventor federal Juan E. Garro Allende y otros funcionarios provinciales en la estación; luego, Calatayud se reunió brevemente con Garro Allende en la casa de gobierno provincial, donde trataron temas de importancia para la ciudad. Posteriormente, visitó el Convento de San Francisco y la zona portuaria, regresando nuevamente a la estación. Abordó el tren de las 12:25 con destino a la Capital Federal. Fue académico de número de la Academia Nacional de Derecho y Ciencias Sociales de Buenos Aires.
Durante su gestión como ministro, Calatayud impulsó la construcción del Nuevo Puente Alsina, una obra monumental y de estilo neocolonial que fue encomendada al ingeniero José María Pérez. Fue inaugurada el 26 de noviembre de 1938, con la presencia del presidente Roberto M. Ortiz y del gobernador Manuel Fresco; luego, el puente recibió el nombre de Presidente Teniente General José Félix Uriburu, que luego fue cambiado nuevamente por el de Alsina, en honor a Valentín Alsina, gobernador bonaerense en 1852 y entre 1858 y 1859. Calatayud concluyó su período como ministro de Obras Públicas el 20 de febrero de 1932, cuando Uriburu le entregó el poder a Agustín Pedro Justo, quien triunfó en los comicios el 16 de ese mismo mes junto a Julio A. Roca (h.) para vicepresidente.